# 마라도나교

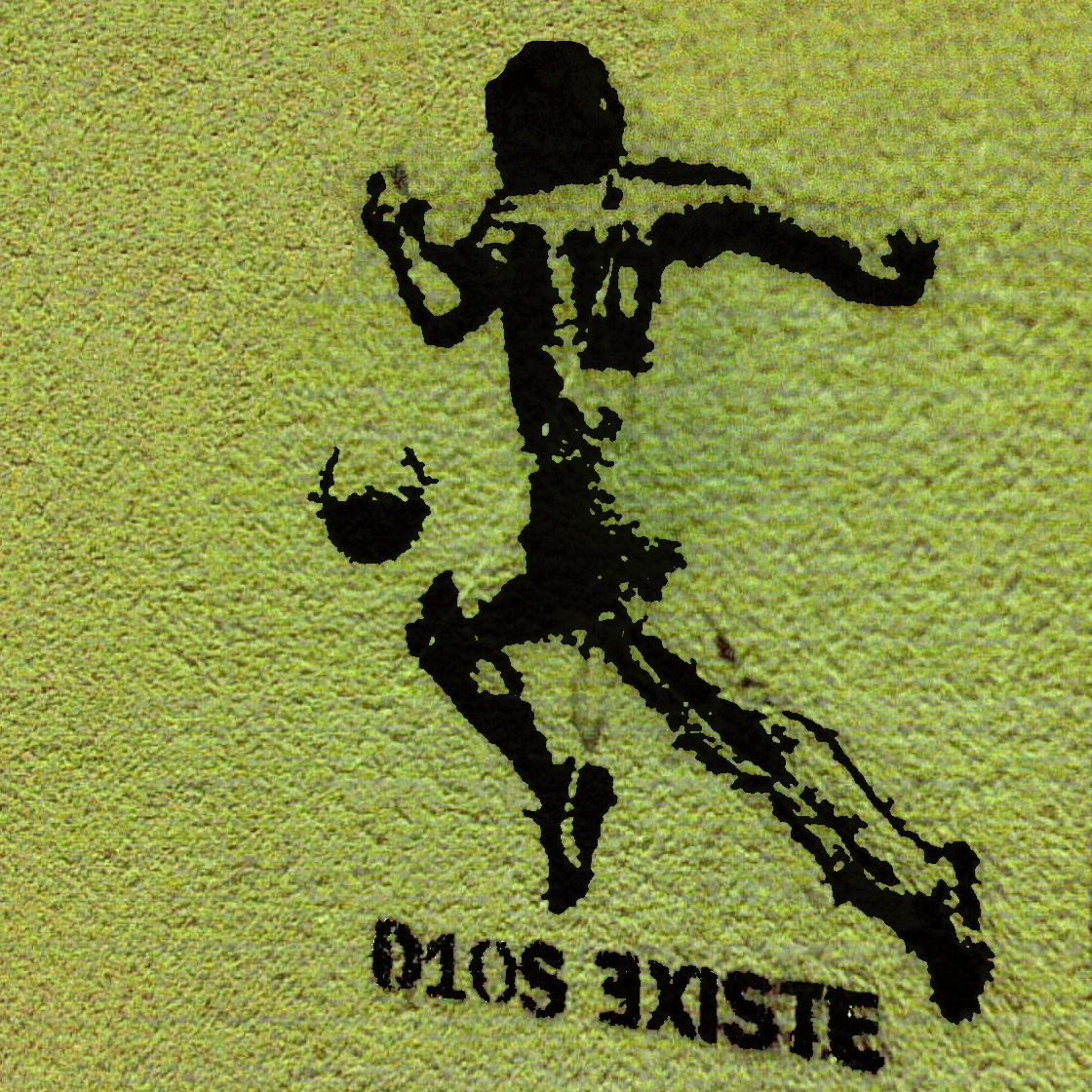
마라도나교의 로고

마라도나교(Iglesia Maradoniana, 약자 IM)는 아르헨티나에서 창시된 신흥 종교이다. 디에고 마라도나를 신으로 숭배하며, '여호와를 영의 아버지로, 마라도나를 육체의 아버지로, 마라도나는 신이요, 그의 말은 곧 진리이다'라는 기본 이념을 갖고 있다. 이 종교의 신앙적 모티브는 로마 가톨릭교회였다.

## 기원
마라도나를 광적으로 좋아하는 마라도나의 열성 팬인 바리오 라 따발라따(Barrio La Tabalata)라는 사람이 1998년 10월 30일에, 마라도나의 38번째 생일을 맞이하던 그날 정확히 0시 15분에 창시했다.

## 교리
마라도나를 신으로서 숭배하며 마라도나식 기원을 D.D.(diego domini)라 칭한다. D.D.는 마라도나가 태어난 해인 1960년을 원년으로 하기 때문에, 2023년을 기준으로 하면 D.D. 63년이 된다. 또한 마라도나교만의 크리스마스 역시 존재하는데 그 날은 마라도나의 생일인 10월 30일이다. 마라도나교에는 오순절까지 존재하는데 마라도나가 잉글랜드를 상대로 벌인 '신의 손 사건'(아르헨티나 대 잉글랜드 (1986년 FIFA 월드컵))이 발생한 6월 22일이 마라도나교의 오순절이 된다.
또한 마라도나의 등번호 10번에 착안하여 신(神)에 대한 호칭을 D10S이라 정했다. 그래서 마라도나교 성직자들의 예복의 등에는 숫자 10이 씌여져 있다.
그들은 성지순례도 하는데, 성지순례는 마라도나가 어린 시절을 보낸 아르헨티나의 보카지구로 정한다.
마라도나교에도 기독교와 마찬가지로 십계명과 주기도문이 존재하지만, 그 내용은 다르다.

### 마라도나교 십계명
- 신이 축구공을 섬기듯 축구공을 더럽히지 말라.
- 축구를 가장 사랑하라.
- 디에고와 축구를 무한정 사랑한다 고백하라.
- 사람을 경외하고 아르헨티나 국가대표 유니폼을 소중히 하라.
- 디에고의 기적을 온 우주에 전파하라.
- 그가 설파하던 경기장과 그가 착용했던 유니폼을 경외하라.
- 디에고를 한 축구 클럽에서 독차지하려 들지 말라.
- 항상 마라도나교의 원칙을 설교하라.
- 어리석게 거북이를 놓치지 말라.
- 첫 아들의 이름에 반드시 디에고를 넣어라.

## 기타
- 카를로스 테베스는 이 종교의 사도로 임명되었다.
- 세르히오 아구에로는 마라도나교의 교리상 '태양의 사위'라 불린다.
- 피터 실턴, 게리 리네커, 데이비드 베컴, 웨인 루니 등 잉글랜드의 축구 선수들은 이 종교의 교리에 의해 이단자로 간주되었으며, 특히 2002년 할리우드 액션으로 얻어낸 페널티킥으로 아르헨티나의 16강 진출을 좌절시킨 장본인인 데이비드 베컴은 이 종교의 교리에 의해 마귀 사탄으로 간주되어 저주의 대상이 된다.
- 2006년 이후 아르헨티나를 맹목적으로 증오하는 바스티안 슈바인슈타이거도 이 종교 교리의 이단자로 간주되었다.